# Adam Kuć
Adam Kuć (ur. 11 kwietnia 1927 w Gdowie, zm. 7 listopada 2015) – polski rolnik i polityk komunistyczny, poseł na Sejm PRL VI i VII kadencji.

## Życiorys
Syn Jana i Wiktorii. Uzyskał wykształcenie zasadnicze zawodowe. Pracował w Gdowie we własnym gospodarstwie rolnym. Zasiadał w egzekutywie Komitetu Powiatowego Polskiej Zjednoczonej Partii Robotniczej w Myślenicach. Pełnił funkcję prezesa Powiatowego Związku Kółek Rolniczych (kierował także jednym KR), wchodził również w skład władz Centralnego Związku KR. Stał na czele Międzykółkowej Bazy Maszynowej w Gdowie.
Zasiadał w Komitecie Wojewódzkim PZPR. W 1972 i 1976 uzyskiwał mandat posła na Sejm PRL w okręgach kolejno Wadowice i Kraków. Przez dwie kadencje był członkiem Komisji Rolnictwa i Przemysłu Spożywczego, ponadto w trakcie VII kadencji zasiadał w Komisji Spraw Wewnętrznych i Wymiaru Sprawiedliwości. W lutym 1978 został członkiem Komitetu Krakowskiego PZPR, w którego egzekutywie zasiadał od grudnia 1979 do czerwca 1981.
Pochowany na cmentarzu parafialnym w Gdowie.

## Odznaczenia
- Srebrny Krzyż Zasługi